# 默里·斯图尔特
默里·斯图尔特（英語：Murray Stewart，1986年7月2日—），澳大利亚男子皮划艇运动员。他曾代表澳大利亚参加2012年、2016年和2020年夏季奥林匹克运动会皮划艇比赛，其中2012年奥运会获得一枚金牌。